# British Academy Film Award/Beste Kamera

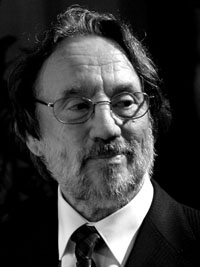
Vilmos Zsigmond, Preisträger (1980)

British Academy Film Award: Beste Kamera (Best Cinematography)
Folgende Kameraleute wurden von der British Academy of Film and Television Arts für die Kategorie Beste Kamera nominiert, bzw. ausgezeichnet.

## 1960er-Jahre
1964
| Kategorie: Farbe | Kategorie: Schwarz/Weiß |
| Ted Moore – Liebesgrüße aus Moskau (From Russia with Love) Arthur Ibbetson – Neun Stunden zur Ewigkeit (Nine Hours to Rama) Robert Krasker – Der zweite Mann (The Running Man) Erwin Hillier – Mein Freund, der Diamanten-Joe (Sammy Going South) Jack Asher – Die scharlachrote Klinge (The Scarlet Blade) Geoffrey Unsworth – Tamahine Jack Hildyard – Hotel International (The V.I.P.s) | Douglas Slocombe – Der Diener (The Servant) Denys N. Coop – Geliebter Spinner (Billy Liar) Mutz Greenbaum – Himmlische Freuden (Heavens Above!) Gerald Gibbs – Endstation 13 Sahara (Station Six-Sahara) Christopher Challis – Die Sieger (The Victors) |

1965
| Kategorie: Farbe | Kategorie: Schwarz/Weiß |
| Geoffrey Unsworth – Becket Freddie Young – Beim siebten Morgengrauen (The 7th Dawn) Arthur Ibbetson – Das Haus im Kreidegarten (The Chalk Garden) Nicolas Roeg – Man geht wieder über Leichen (Nothing But the Best) Jack Hildyard – Der gelbe Rolls-Royce (The Yellow Rolls-Royce) | Oswald Morris – Schlafzimmerstreit (The Pumpkin Eater) Douglas Slocombe – Schüsse in Batasi (Guns at Batasi) Denys N. Coop – Für König und Vaterland (King & Country) Gerry Turpin – An einem trüben Nachmittag (Séance on a Wet Afternoon) |

1966
| Kategorie: Farbe | Kategorie: Schwarz/Weiß |
| Otto Heller – Ipcress – streng geheim (The Ipcress File) David Watkin – Hi-Hi-Hilfe! (Help!) Freddie Young – Lord Jim Christopher Challis – Die tollkühnen Männer in ihren fliegenden Kisten (Those Magnificent Men in their Flying Machines) | Oswald Morris – Ein Haufen toller Hunde (The Hill) Kenneth Higgins – Darling David Watkin – Der gewisse Kniff (The Knack … and How to Get It) Gilbert Taylor – Ekel (Repulsion) |

1967
| Kategorie: Farbe | Kategorie: Schwarz/Weiß |
| Christopher Challis – Arabeske (Arabesque) Otto Heller – Der Verführer lässt schön grüßen (Alfie) Douglas Slocombe – Der blaue Max (The Blue Max) Jack Hildyard – Die tödliche Lady (Modesty Blaise) | Oswald Morris – Der Spion, der aus der Kälte kam (The Spy Who Came in from the Cold) Denys N. Coop – Bunny Lake ist verschwunden (Bunny Lake Is Missing) Gilbert Taylor – Wenn Katelbach kommt… (Cul-de-sac) Kenneth Higgins – Georgy Girl |

1968
| Kategorie: Farbe | Kategorie: Schwarz/Weiß |
| Ted Moore – Ein Mann zu jeder Jahreszeit (A Man for All Seasons) Carlo Di Palma – Blow Up (Blowup) Freddie Young – Anruf für einen Toten (The Deadly Affair) Nicolas Roeg – Die Herrin von Thornhill (Far from the Madding Crowd) | Gerry Turpin – Flüsternde Wände (The Whisperers) David Watkin – Mademoiselle Raoul Coutard – Nur eine Frau an Bord (The Sailor from Gibraltar) Wolfgang Suschitzky – Ulysses |

1969
Geoffrey Unsworth – 2001: Odyssee im Weltraum (2001: A Space Odyssey)
David Watkin – Der Angriff der leichten Brigade (The Charge of the Light Brigade)
Jörgen Persson – Das Ende einer großen Liebe (Elvira Madigan)
Douglas Slocombe – Der Löwe im Winter (The Lion in Winter)

## 1970er-Jahre
1970
Gerry Turpin – Oh! What a Lovely War
William A. Fraker – Bullitt
Harry Stradling, Sr. – Funny Girl
Harry Stradling, Sr. – Hello, Dolly!
Billy Williams – Teuflische Spiele (The Magus)
Billy Williams – Liebende Frauen (Women in Love)
1971
Conrad L. Hall – Zwei Banditen (Butch Cassidy and the Sundance Kid)
David Watkin – Catch-22 – Der böse Trick (Catch-22)
Freddie Young – Ryans Tochter (Ryan’s Daughter)
Armando Nannuzzi – Waterloo
1972
Pasqualino De Santis – Tod in Venedig (Morte a Venezia)
Oswald Morris – Anatevka (Fiddler on the Roof)
Gerry Fisher – Der Mittler (The Go-Between)
Billy Williams – Sunday, Bloody Sunday
1973
Geoffrey Unsworth – Alice im Wunderland (Alice’s Adventures in Wonderland) und Cabaret
John Alcott – Uhrwerk Orange (A Clockwork Orange)
Vilmos Zsigmond – Beim Sterben ist jeder der Erste (Deliverance)
Ennio Guarnieri – Der Garten der Finzi Contini (The Garden of the Finzi-Continis)
Vilmos Zsigmond – Spiegelbilder (Images)
Vilmos Zsigmond – McCabe & Mrs. Miller
1974
Anthony B. Richmond – Wenn die Gondeln Trauer tragen (Don’t Look Now)
Douglas Slocombe – Jesus Christ Superstar
Oswald Morris – Mord mit kleinen Fehlern (Sleuth)
Douglas Slocombe – Reisen mit meiner Tante (Travels with My Aunt)
Sven Nykvist – Schreie und Flüstern (Viskningar och rop)
1975
Douglas Slocombe – Der große Gatsby (The Great Gatsby)
John A. Alonzo – Chinatown
Geoffrey Unsworth – Mord im Orient-Expreß (Murder on the Orient Express)
Geoffrey Unsworth – Zardoz
David Watkin – Die drei Musketiere (The Three Musketeers)
1976
John Alcott – Barry Lyndon
Oswald Morris – Der Mann, der König sein wollte (The Man Who Would Be King)
Douglas Slocombe – Rollerball
Fred J. Koenekamp – Flammendes Inferno (The Towering Inferno)
1977
Russell Boyd – Picknick am Valentinstag (Picnic at Hanging Rock)
Gerry Fisher, Peter Allwork – Schlacht in den Wolken (Aces High)
Gordon Willis – Die Unbestechlichen (All the President’s Men)
Haskell Wexler, Bill Butler, William A. Fraker – Einer flog über das Kuckucksnest (One Flew Over the Cuckoo’s Nest)
1978
Geoffrey Unsworth – Die Brücke von Arnheim (A Bridge Too Far)
Giuseppe Rotunno – Fellinis Casanova (Fellini’s Casanova)
Christopher Challis – Die Tiefe (The Deep)
Peter Suschitzky – Valentino
1979
Douglas Slocombe – Julia
Vilmos Zsigmond – Unheimliche Begegnung der dritten Art (Close Encounters of the Third Kind)
Frank Tidy – Die Duellisten (The Duellists)
Geoffrey Unsworth – Superman

## 1980er-Jahre
1980
Vilmos Zsigmond – Die durch die Hölle gehen (The Deer Hunter)
Vittorio Storaro – Apocalypse Now
Gordon Willis – Manhattan
Dick Bush – Yanks – Gestern waren wir noch Fremde (Yanks)
1981
Giuseppe Rotunno – Hinter dem Rampenlicht (All That Jazz)
Caleb Deschanel – Der schwarze Hengst (The Black Stallion)
Freddie Francis – Der Elefantenmensch (The Elephant Man)
Takao Saitō, Masaharu Ueda – Kagemusha – Der Schatten des Kriegers (Kagemusha)
1982
Geoffrey Unsworth, Ghislain Cloquet – Tess
David Watkin – Die Stunde des Siegers (Chariots of Fire)
Freddie Francis – Die Geliebte des französischen Leutnants (The French Lieutenant’s Woman)
Douglas Slocombe – Jäger des verlorenen Schatzes (Raiders of the Lost Ark)
1983
Jordan Cronenweth – Blade Runner
Allen Daviau – E. T. – Der Außerirdische (E.T. the Extra-Terrestrial)
Billy Williams, Ronnie Taylor – Gandhi
Vittorio Storaro – Reds
1984
Sven Nykvist – Fanny und Alexander (Fanny och Alexander)
Walter Lassally – Hitze und Staub (Heat and Dust)
Chris Menges – Local Hero
Gordon Willis – Zelig
1985
Chris Menges – The Killing Fields – Schreiendes Land (The Killing Fields)
John Alcott – Greystoke – Die Legende von Tarzan, Herr der Affen (Greystoke: The Legend of Tarzan, Lord of the Apes)
Douglas Slocombe – Indiana Jones und der Tempel des Todes (Indiana Jones and the Temple of Doom)
Tonino Delli Colli – Es war einmal in Amerika (Once Upon a Time in America)
1986
Miroslav Ondříček – Amadeus
Philippe Rousselot – Der Smaragdwald (The Emerald Forest)
Ernest Day – Reise nach Indien (A Passage to India)
John Seale – Der einzige Zeuge (Witness)
1987
David Watkin – Jenseits von Afrika (Out of Africa)
Chris Menges – Mission (The Mission)
Masaharu Ueda – Ran
Tony Pierce-Roberts – Zimmer mit Aussicht (A Room With a View)
1988
Bruno Nuytten – Jean Florette (Jean de Florette)
Ronnie Taylor – Schrei nach Freiheit (Cry Freedom)
Philippe Rousselot – Hope and Glory
Robert Richardson – Platoon
1989
Allen Daviau – Das Reich der Sonne (Empire of the Sun)
Henning Kristiansen – Babettes Fest (Babettes gæstebud)
Vittorio Storaro – Der letzte Kaiser (The Last Emperor)
Dean Cundey – Falsches Spiel mit Roger Rabbit (Wo Framed Roger Rabbit)

## 1990er-Jahre
1990
Peter Biziou – Mississippi Burning – Die Wurzel des Hasses (Mississippi Burning)
Philippe Rousselot – Gefährliche Liebschaften (Dangerous Liaisons)
John Seale, Alan Root – Gorillas im Nebel (Gorillas in the Mist: The Story of Dian Fossey)
Kenneth MacMillan – Henry V. (Henry V)
Philippe Rousselot – Der Bär (L’ours)
1991
Vittorio Storaro – Himmel über der Wüste (The Sheltering Sky)
Freddie Francis – Glory
Michael Ballhaus – GoodFellas – Drei Jahrzehnte in der Mafia (Goodfellas)
Blasco Giurato – Cinema Paradiso (Nuovo cinema Paradiso)
1992
Pierre Lhomme – Cyrano von Bergerac
Dean Semler – Der mit dem Wolf tanzt (Dances with Wolves)
Tak Fujimoto – Das Schweigen der Lämmer (The Silence of the Lambs)
Adrian Biddle – Thelma & Louise
1993
Dante Spinotti – Der letzte Mohikaner (The Last of the Mohicans)
Freddie Francis – Kap der Angst (Cape Fear)
Tony Pierce-Roberts – Wiedersehen in Howards End (Howards End)
Jack N. Green – Erbarmungslos (Unforgiven)
1994
Janusz Kamiński – Schindlers Liste (Schindler’s List)
Michael Ballhaus – Zeit der Unschuld (The Age of Innocence)
Stuart Dryburgh – Das Piano (The Piano)
Tony Pierce-Roberts – Was vom Tage übrig blieb (The Remains of the Day)
1995
Philippe Rousselot – Interview mit einem Vampir (Interview with the Vampire: The Vampire Chronicles)
Brian J. Breheny – Priscilla – Königin der Wüste (The Adventures of Priscilla, Queen of the Desert)
Don Burgess – Forrest Gump
Andrzej Sekuła – Pulp Fiction
1996
John Toll – Braveheart
Dean Cundey – Apollo 13
Andrew Dunn – King George – Ein Königreich für mehr Verstand (The Madness of King George)
Michael Coulter – Sinn und Sinnlichkeit (Sense and Sensibility)
1997
John Seale – Der englische Patient (The English Patient)
Darius Khondji – Evita
Roger Deakins – Fargo
Chris Menges – Michael Collins
1998
Eduardo Serra – Wings of the Dove – Die Flügel der Taube (The Wings of the Dove)
Dante Spinotti – L.A. Confidential
Donald M. McAlpine – William Shakespeares Romeo + Julia (Romeo + Juliet)
Russell Carpenter – Titanic
1999
Remi Adefarasin – Elizabeth
Janusz Kamiński – Der Soldat James Ryan (Saving Private Ryan)
Richard Greatrex – Shakespeare in Love
Peter Biziou – Die Truman Show (The Truman Show)

## 2000er-Jahre
2000
Conrad L. Hall – American Beauty
Michael Seresin – Die Asche meiner Mutter (Angela’s Ashes)
Roger Pratt – Das Ende einer Affäre (The End of the Affair)
Bill Pope – Matrix (The Matrix)
John Seale – Der talentierte Mr. Ripley (The Talented Mr. Ripley)
2001
John Mathieson – Gladiator
Brian Tufano – Billy Elliot – I Will Dance (Billy Elliot)
Roger Pratt – Chocolat – Ein kleiner Biss genügt (Chocolat)
Roger Deakins – O Brother, Where Art Thou? – Eine Mississippi-Odyssee (O Brother, Where Art Thou?)
Peter Pau – Tiger and Dragon (Wo hu cang long)
2002
Roger Deakins – The Man Who Wasn’t There
Sławomir Idziak – Black Hawk Down
Bruno Delbonnel – Die fabelhafte Welt der Amélie (Le fabuleux destin d'Amélie Poulain)
Andrew Lesnie – Der Herr der Ringe: Die Gefährten (The Lord of the Rings: The Fellowship of the Ring)
Donald M. McAlpine – Moulin Rouge (Moulin Rouge!)
2003
Conrad L. Hall – Road to Perdition
Dion Beebe – Chicago
Michael Ballhaus – Gangs of New York
Andrew Lesnie – Der Herr der Ringe: Die zwei Türme (The Lord of the Rings: The Two Towers)
Paweł Edelman – Der Pianist (The Pianist)
2004
Andrew Lesnie – Der Herr der Ringe: Die Rückkehr des Königs (The Lord of the Rings: The Return of the King)
John Seale – Unterwegs nach Cold Mountain (Cold Mountain)
Eduardo Serra – Das Mädchen mit dem Perlenohrring (The Girl with the Pearl Earring)
Lance Acord – Lost in Translation
Russell Boyd – Master & Commander – Bis ans Ende der Welt (Master and Commander: The Far Side of the World)
2005
Dion Beebe, Paul Cameron – Collateral
Robert Richardson – Aviator (The Aviator)
Éric Gautier – Die Reise des jungen Che (Diarios de motocicleta)
Roberto Schaefer – Wenn Träume fliegen lernen (Finding Neverland)
Zhao Xiaoding – House of Flying Daggers (Shi mian mai fu)
2006
Dion Beebe – Die Geisha (Memoirs of a Geisha)
Rodrigo Prieto – Brokeback Mountain
César Charlone – Der ewige Gärtner (The Constant Gardener)
James Michael Muro – L.A. Crash (Crash)
Laurent Chalet, Jérôme Maison – Die Reise der Pinguine (La marche de l’empereur)
2007
Emmanuel Lubezki – Children of Men
Rodrigo Prieto – Babel
Phil Meheux – James Bond 007 – Casino Royale (Casino Royale)
Guillermo Navarro – Pans Labyrinth (El laberinto del fauno)
Barry Ackroyd – Flug 93 (United 93)
2008
Roger Deakins – No Country for Old Men
Harris Savides – American Gangster
Seamus McGarvey – Abbitte (Atonement)
Oliver Wood – Das Bourne Ultimatum (The Bourne Ultimatum)
Robert Elswit – There Will Be Blood
2009
Anthony Dod Mantle – Slumdog Millionär (Slumdog Millionaire)
Tom Stern – Der fremde Sohn (Changeling)
Claudio Miranda – Der seltsame Fall des Benjamin Button (The Curious Case of Benjamin Button)
Wally Pfister – The Dark Knight
Chris Menges, Roger Deakins – Der Vorleser (The Reader)

## 2010er-Jahre
2010
Barry Ackroyd – Tödliches Kommando – The Hurt Locker (The Hurt Locker)
Mauro Fiore – Avatar – Aufbruch nach Pandora (Avatar)
Trent Opaloch – District 9
Robert Richardson – Inglourious Basterds
Javier Aguirresarobe – The Road
2011
Roger Deakins – True Grit
Anthony Dod Mantle, Enrique Chediak – 127 Hours
Matthew Libatique – Black Swan
Wally Pfister – Inception
Danny Cohen – The King’s Speech
2012
Guillaume Schiffman – The Artist
Jeff Cronenweth – Verblendung (The Girl with the Dragon Tattoo)
Hoyte van Hoytema – Dame, König, As, Spion (Tinker Tailor Soldier Spy)
Janusz Kamiński – Gefährten (War Horse)
Robert Richardson – Hugo Cabret (Hugo)
2013
Claudio Miranda – Life of Pi: Schiffbruch mit Tiger (Life of Pi)
Seamus McGarvey – Anna Karenina
Danny Cohen – Les Misérables
Janusz Kamiński – Lincoln
Roger Deakins – James Bond 007 – Skyfall (Skyfall)
2014
Emmanuel Lubezki – Gravity
Bruno Delbonnel – Inside Llewyn Davis
Barry Ackroyd – Captain Phillips
Phedon Papamichael – Nebraska
Sean Bobbitt – 12 Years a Slave
2015
Emmanuel Lubezki – Birdman oder (Die unverhoffte Macht der Ahnungslosigkeit) (Birdman or (The Unexpected Virtue of Ignorance))
Hoyte van Hoytema – Interstellar
Ryszard Lenczewski, Łukasz Żal – Ida
Dick Pope – Mr. Turner – Meister des Lichts (Mr. Turner)
Robert D. Yeoman – Grand Budapest Hotel (The Grand Budapest Hotel)
2016
Emmanuel Lubezki – The Revenant – Der Rückkehrer (The Revenant)
Roger Deakins – Sicario
Janusz Kamiński – Bridge of Spies – Der Unterhändler (Bridge of Spies)
Ed Lachman – Carol
John Seale – Mad Max: Fury Road
2017
Linus Sandgren – La La Land
Greig Fraser – Lion – Der lange Weg nach Hause (Lion)
Seamus McGarvey – Nocturnal Animals
Giles Nuttgens – Hell or High Water
Bradford Young – Arrival
2018
Roger Deakins – Blade Runner 2049
Bruno Delbonnel – Die dunkelste Stunde (Darkest Hour)
Hoyte van Hoytema – Dunkirk
Dan Laustsen – Shape of Water – Das Flüstern des Wassers (The Shape of Water)
Ben Davis – Three Billboards Outside Ebbing, Missouri
2019
Alfonso Cuarón – Roma
Robbie Ryan – The Favourite – Intrigen und Irrsinn (The Favourite)
Linus Sandgren – Aufbruch zum Mond (First Man)
Newton Thomas Sigel – Bohemian Rhapsody
Łukasz Żal – Cold War – Der Breitengrad der Liebe (Zimna wojna)

## 2020er-Jahre
2020
Roger Deakins – 1917
- Jarin Blaschke – Der Leuchtturm (The Lighthouse)
- Phedon Papamichael – Le Mans 66 – Gegen jede Chance (Ford vs. Ferrari)
- Rodrigo Prieto – The Irishman
- Lawrence Sher – Joker

2021
Joshua James Richards – Nomadland
- Sean Bobbitt – Judas and the Black Messiah
- Erik Messerschmidt – Mank
- Alwin H. Küchler – The Mauritanian
- Dariusz Wolski – Neues aus der Welt (News of the World)

2022
Greig Fraser – Dune
- Bruno Delbonnel – Macbeth (The Tragedy of Macbeth)
- Dan Laustsen – Nightmare Alley
- Linus Sandgren – James Bond 007: Keine Zeit zu sterben (No Time to Die)
- Ari Wegner – The Power of the Dog

2023
James Friend – Im Westen nichts Neues
- Roger Deakins – Empire of Light
- Greig Fraser – The Batman
- Claudio Miranda – Top Gun: Maverick
- Mandy Walker – Elvis

2024
Hoyte van Hoytema – Oppenheimer
- Matthew Libatique – Maestro
- Rodrigo Prieto – Killers of the Flower Moon
- Robbie Ryan – Poor Things
- Łukasz Żal – The Zone of Interest

2025
Lol Crawley – Der Brutalist (The Brutalist)
- Jarin Blaschke – Nosferatu – Der Untote (Nosferatu)
- Stéphane Fontaine – Konklave (Conclave)
- Greig Fraser – Dune: Part Two
- Paul Guilhaume – Emilia Pérez